# Фату-Хіва
Фату-Хіва (Fatu Hiva) — найпівденніший острів Маркізьких островів у центральній частині Тихого океану, що лежить за 30 км на південь від Хіва-Оа і займає площу 84 км². Найвища точка — гора Туауого, має висоту 960 м над рівнем моря.

## Географія

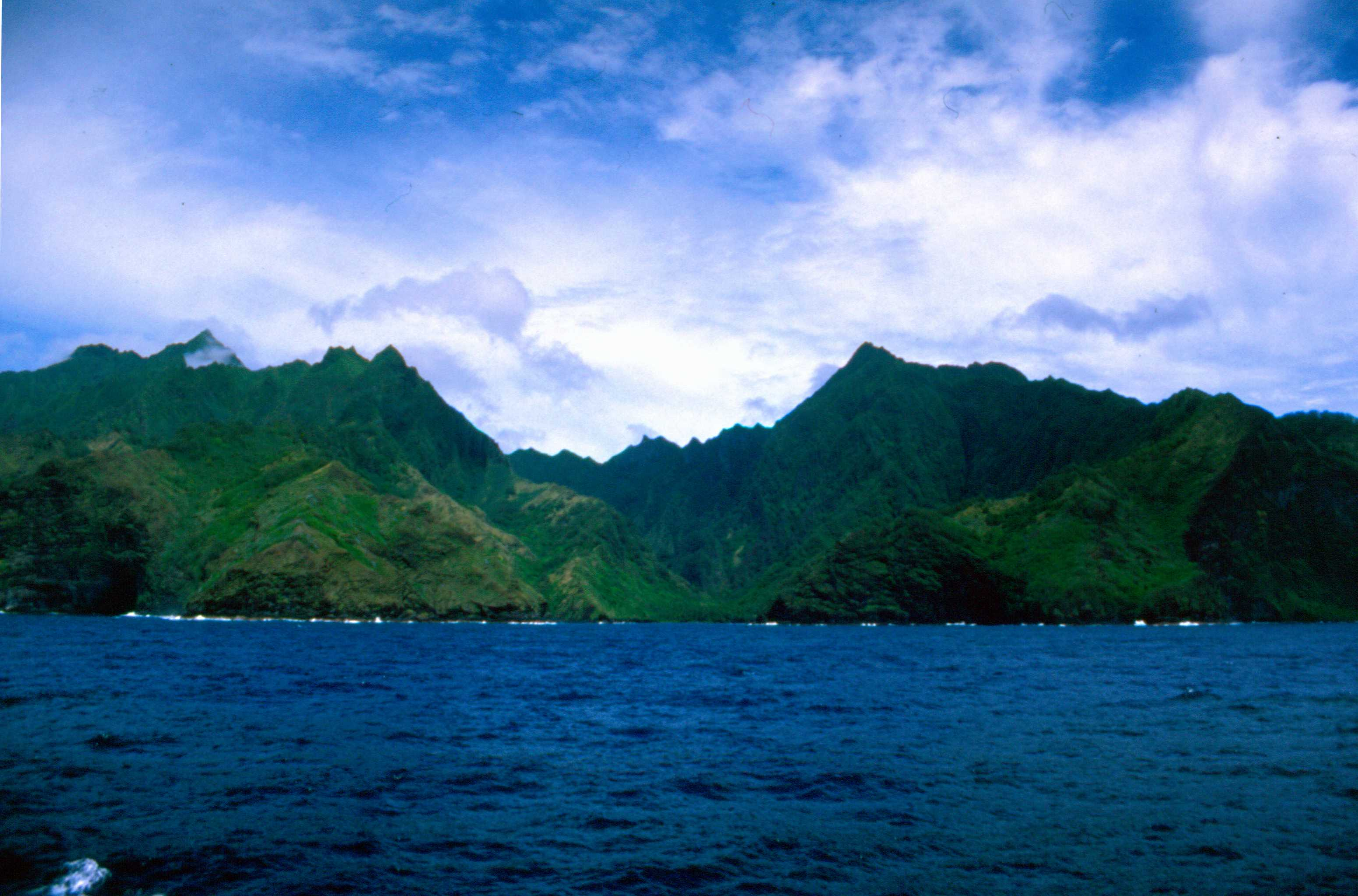
Західне узбережжя Фату-Хіва

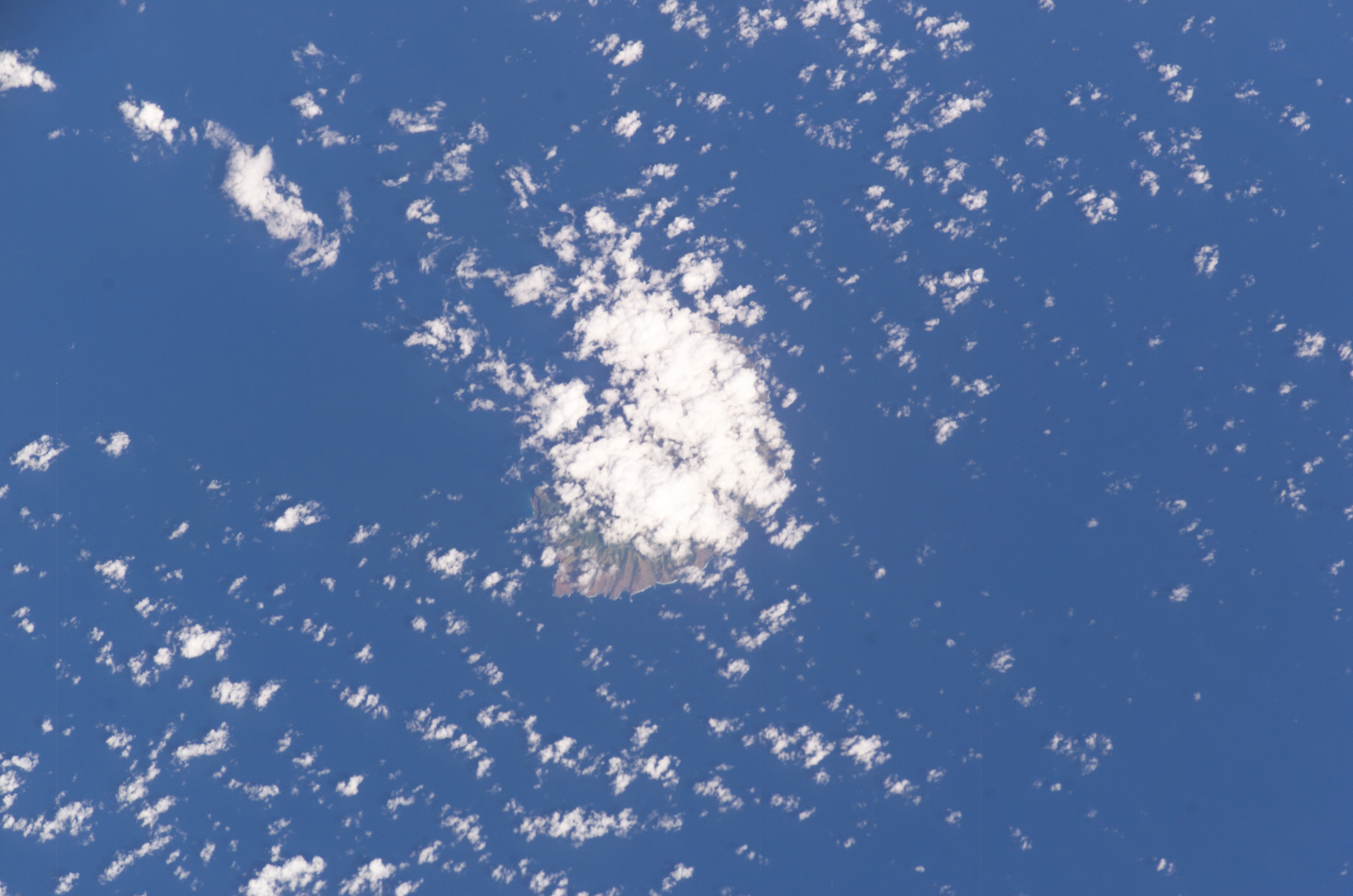
Космічний знімок Фату-Хіва (більша територія острова покрита хмарами)

Фату-Хіва (за місцевою інтерпретацією Фату-Іва) розміщений на крайньому півдні Маркізького архіпелагу. Сусідні острови: Моту Нао, Мого Тані, Тахуата та Хіва Оа. Розміри Фату-Хіви довжина 19 км, ширина 6 км, площа 84 км². Форма острова нагадує півмісяць. У центрі острова розміщені дві вулканічні кальдери, які здіймаються на висоту до 1000 м. Найвищими вершинами є Туауого (960 м), Тееаруа (885 м), Фаеоне (820 м) та Теамотуа (638 м). Найнижчі ділянки острова знаходяться в долинах річок Омоа, Віргін та Оуіа, які беруть початок у центральній частині острова Фату-Хіва. У верхів'ях річки Віргін розміщений каскад водоспадів Аракі. Берегова лінія острова надзвичайно порізана невеликими затоками на заході — Оі та Віргін, а на сході — Анатеоне та Оуіа. Але більшість берегів різко обриваються в бік Тихого океану. Поряд із узбережжям острова на сході та півдні розміщено ряд невеликих моту — Аі, Туї, Уа, Оікао.

## Геологія
Фату-Хіва вулканічний острів, який знаходиться в центральній частині Тихоокеанської плити, її північно-східного сегменту та південного субсегменту. Острів розміщений на Маркізькому вулканічному хребті. Вік якого становить близько 55-42 млн років та складений переважно базальтовими вулканічними породами. Швидкість руху земної кори під островом складає від 7 до 9 см/рік. Вік порід острова становить 1-3,7 млн.років. Приблизно 1,4 млн років тому на Фату-Хіва відбулось катастрофічне виверження вулкану, тоді вулканічна лава поширилась долиною річки й досягла меж сучасного поселення Ханававе. Свідченням цього виверження є базальтові стовпи в межах даної долини.

## Клімат
Фату-Хіва розміщений в Південній півкулі Землі, у межах тропічного волого кліматичного поясу. Температура в узбережних районах цілий ік тримається в районі +25 °C і знижується із просуванням в центральні підвищенні райони острова. На найвищих піках Тауаоуохо вона досягає позначки +19 °C. Свій вплив на місцеві особливості клімату відіграє і Південна пасатна тепла течія Тихого океану, яка підвищує температуру та вологість над островом.
Кількість опадів досить значна завдяки дії південно-східних пасатів найбільше зволожена південно-східна частина острова де випадає 2000 мм/рік, така ж кількість опадів випадає на найвищих вершинах острова. Часто вершин острова не видно через густий туман, що свідчить про високу вологість над ними. Найменш зволожена північно-західна частина острова близько 1000—1500 мм/рік.

## Рослинний світ

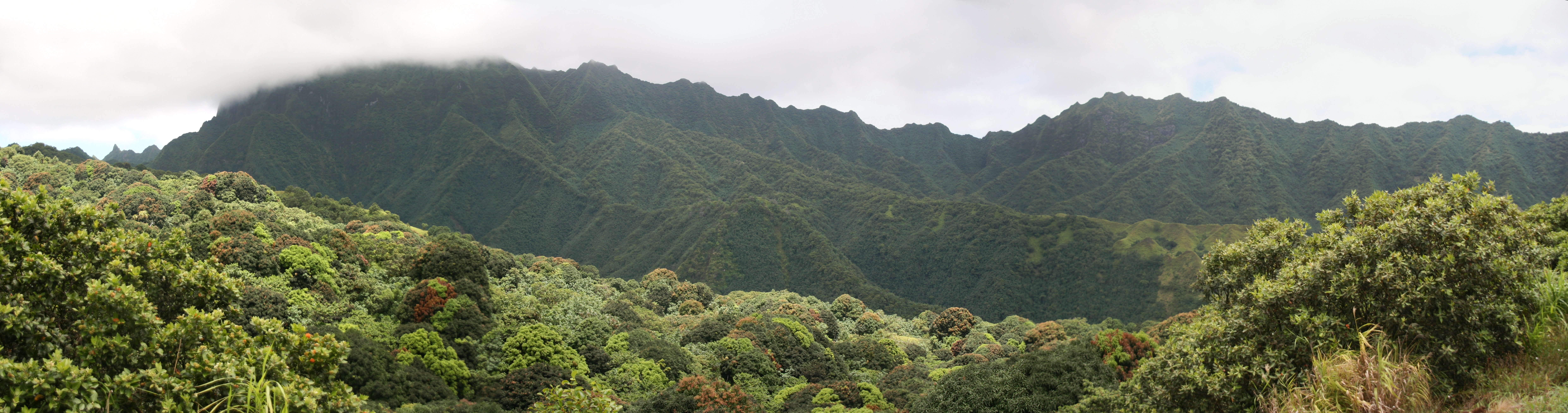
Тропічний ліс в центрі острова. Пік Тауаоуохо (зліва) оповитий туманом та пік Тееаруа (справа)

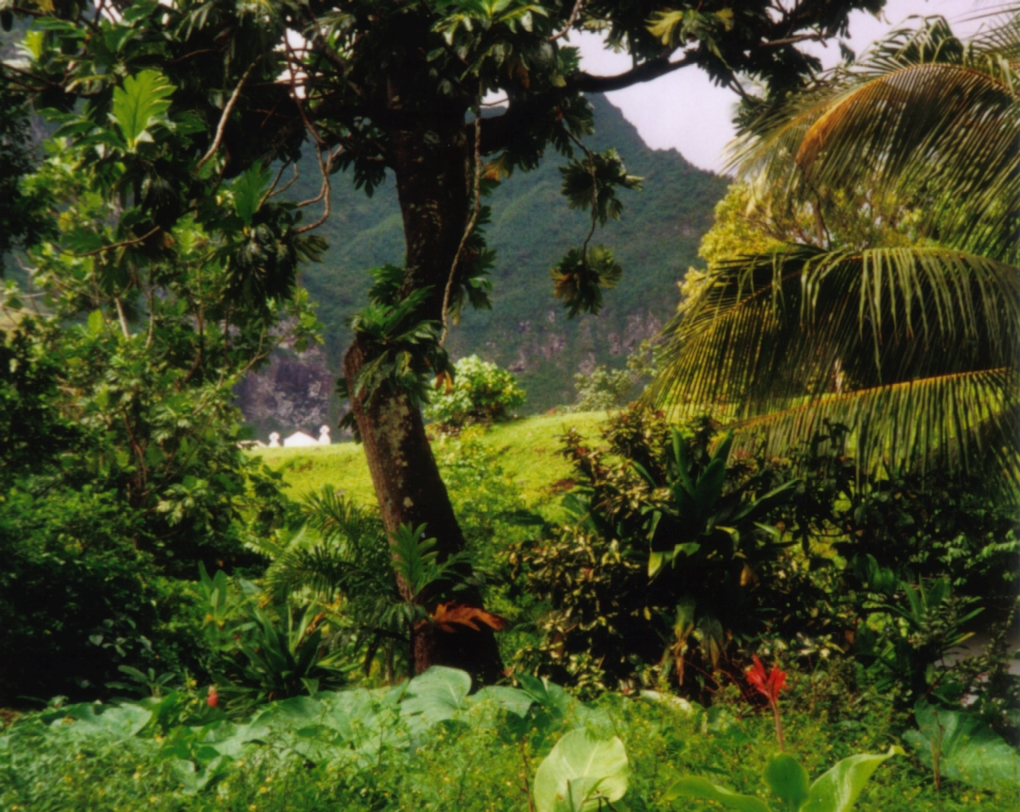
Хлібне дерево на острові Фату-Хіва

Рослинність острова майже не змінилась із часу приходу сюди перших полінезійців. Так більшу територію острова, особливо її центральну частину займає тропічний вологий ліс. Він складається із заростей деревоподібних папоротей. На висоті понад 600 м переважають зарості залізного дерева. На узбережжі острова та долинах річок полінезійці здавна культивували такі культурні рослини, як хлібне дерево та таро, що потрапили сюди із островів Фіджі. Із району Південної Америки (острів Кокос) на Фату-Хіва, як і на більшість Маркізьких островів було завезено кокосову пальму. Вирощували також в давнину на острові — кумару, бавовник, ананас, папаю.
На сьогодні основними культурними рослинами острова є манго, банан, ямс, таро, хлібне дерево, кокосова пальма, папая, цитрусові та солодка картопля.
Систематичне вивчення флори Фату-Хіви, за підтримки Смітсонівського інституту в 1988 році показав, що на острові зростає 175 місцевих, 21 ендемічних і 136 культурних рослин.

## Тваринний світ

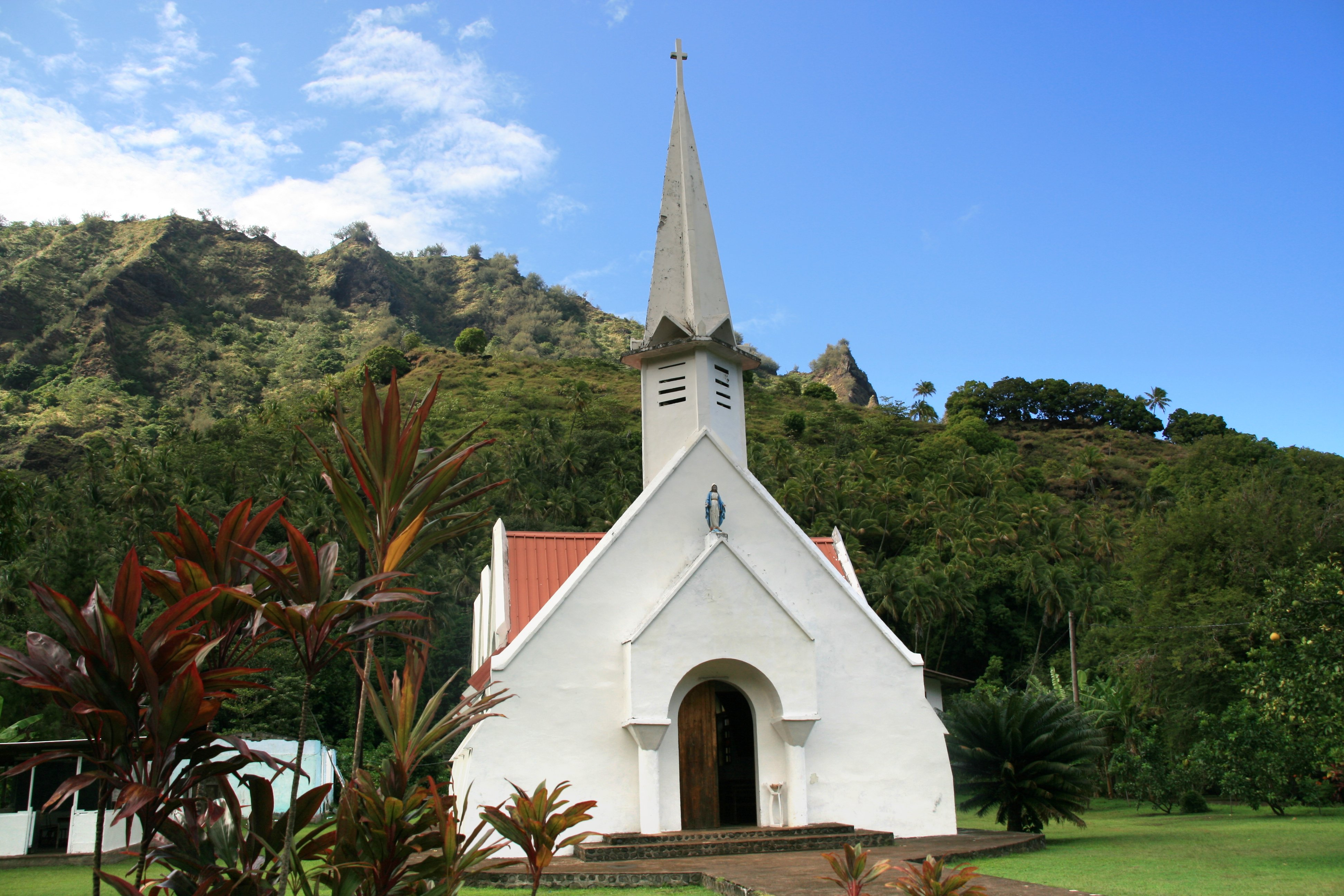
Католицький собор у поселені Омоа

Багата флора компенсується дуже бідною фауною. Вона обмежується наземними і морськими птахами, комахами, метеликами, павуками і одним видом кажанів. Ендемічний є птах Fatu Hiva monarch. Він перебуває під загрозою зникнення. Всього на Фату-Хіва проживає 50 нелітаючих птахів даного виду. Головна загроза для них це завезені щурі на острів.

## Історія

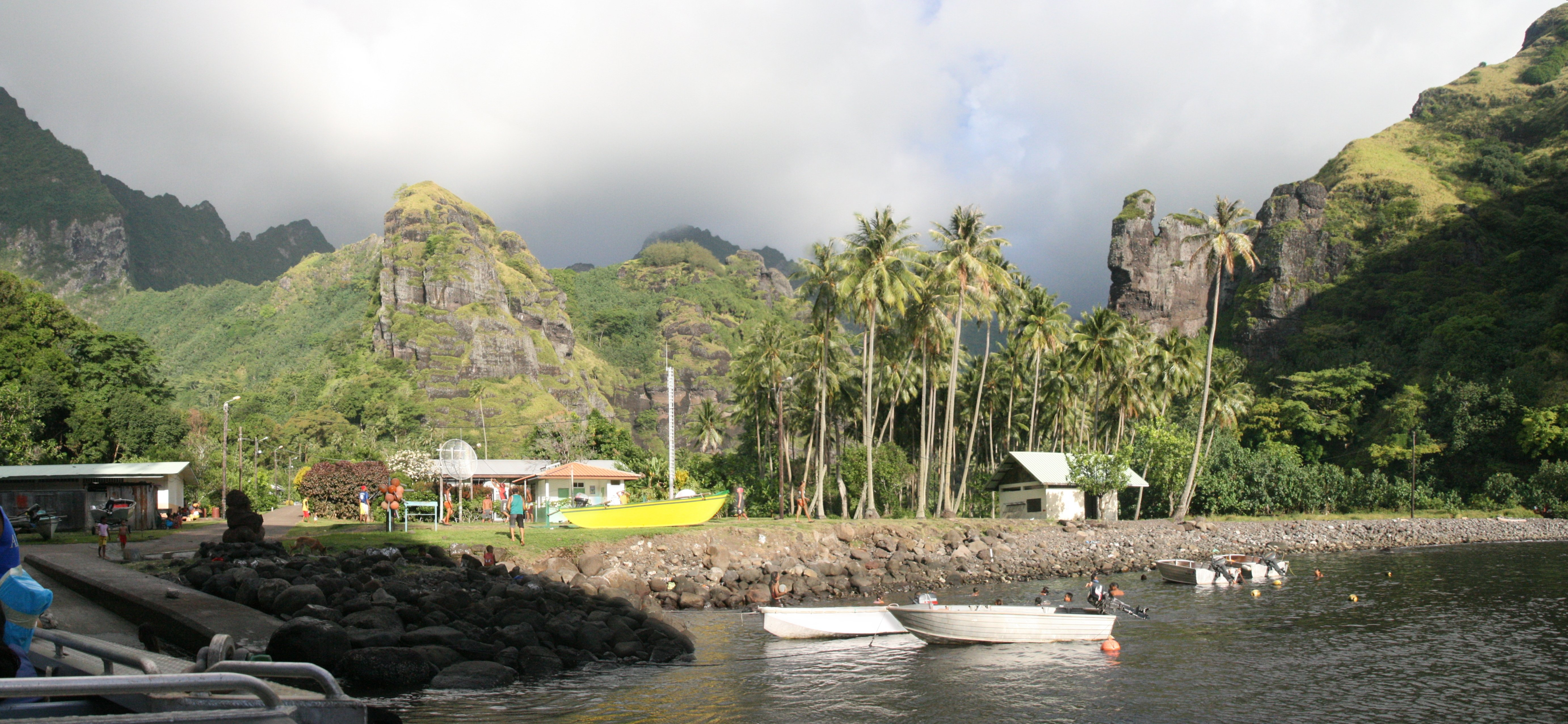
Ханававе

Перші свідчення заселення острова знаходимо у залишках так званої «лапітоїдної кераміки», що буда характерною для перших полінезійців, які заселили даний регіон близько 200 р. до н. е. Заселення острова відбувалось вихідцями із Південної та Центральної Америки, а також із району Меланезії та Південно-Східної Азії. Вважається, що Фату-Хіва, як і більшість Маркізьких островів був колискою цивілізації маої. На Фату — Хіва збереглися артефакти тих часів — стародавні дерев'яні будівлі, побудовані ще до приходу європейців, а також скеля з петрогліфами.
Вперше європейцями острів був відкритий іспанською експедицією на чолі із Альваро Мендана де Нейра 21 липня 1595 року, в день Святої Марії Магдалини, і назвав острів — Магдалена. Він помилково вважав, що відкрив групу Соломонових островів, а тому назвав усю групу островів Маркізькими, в честь назви дійсного віце — короля Перу, який допоміг розпочати Альваро свою експедицію на Тихому океані.
1937 та 1938 року антрополог і норвезький мандрівник Тур Хейєрдал та його дружина Лів прожили на Фату—Хіва півтора року. Вони досліджували природні особливості острова, зокрема Тура Хейєрдала цікавила специфіка проникнення на острів культурних рослин та тварин. На основі місцевих особливостей залишків архітектури та антропологічних ознак місцевих жителів він доводив, що заселення Східної Полінезії відбувалось із території Південної Америки, імовірно із сучасного Перу.

## Населення

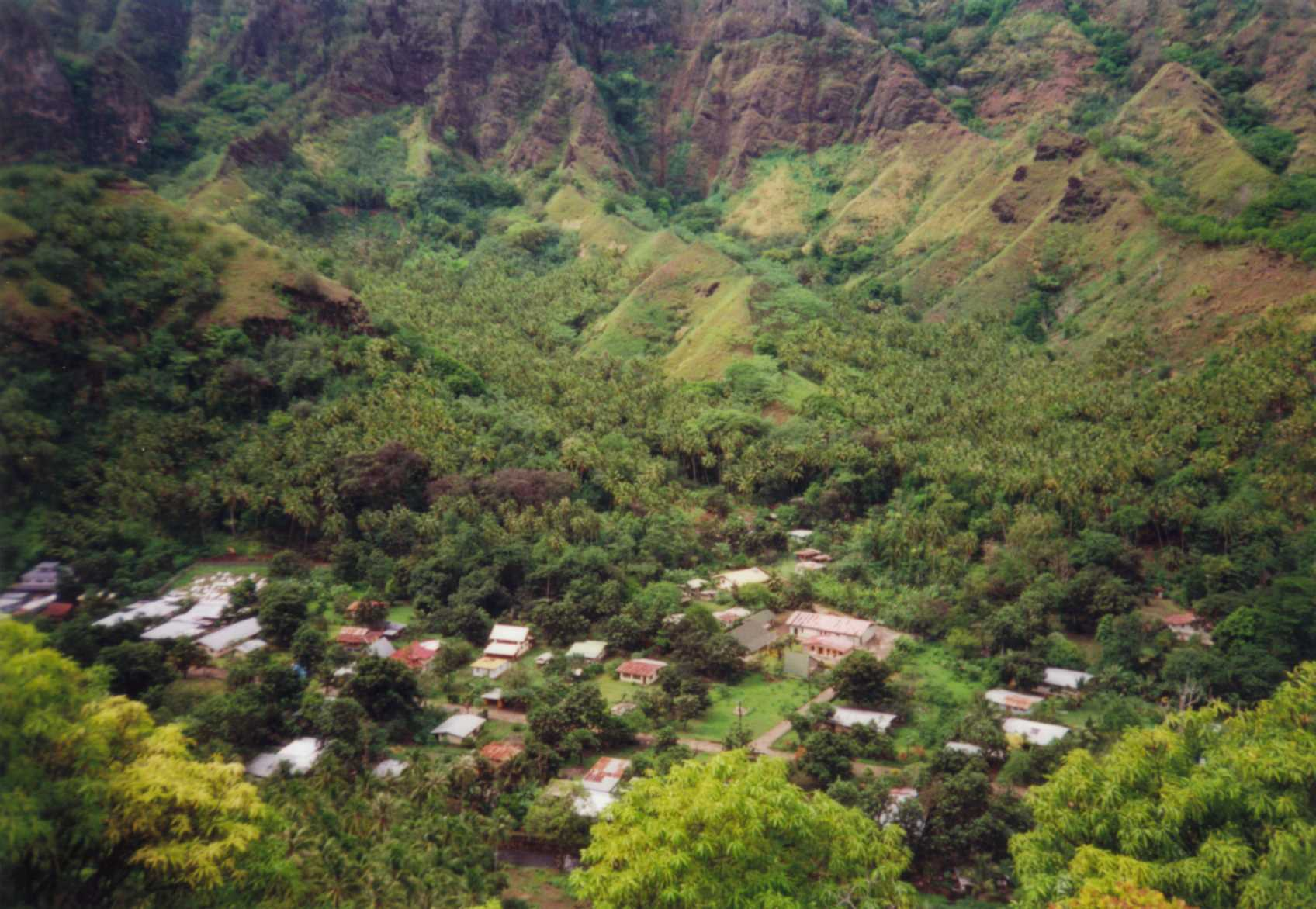
Село Омоа

На території Фату-Хіви проживає 611 осіб (2012 р.). Населення розміщено нерівномірно по території острова, більшість людей проживає в двох населених пунктах — Омоа (250 осіб) та Ханававе. Обидва села розміщені на західному узбережжі острова, в долинах річок. Поселення Омоа є центром комуни Фату-Хіва, яка входить до регіону Маркізьких островів, Французької Полінезії, що належить Франції.
Жителі Фату-Хіва розмовляють французькою мовою та південними діалектами маркізької мови.
Основна релігія — католицизм.
Багато жителі покидають острів через бажання здобути освіту або у пошуках роботи, виїжджають до о. Хіва-Оа, інші до центру Французької Полінезії — м. Папеете.

## Інфраструктура
Жителі острова проживають в основному на західному узбережжі; поселення з'єднані між собою ґрунтовою дорогою через гори. В Омоа є католицька церква, дитячий садок і початкова школа, невеликий магазин, поштове відділення і супутниковий телефон. Фату-Хіва не має асфальтованих доріг, ні гавані, ні аеропорту. Безпечно дістатися до берега острова можна тільки з двох бухт на західному узбережжі, де розташовані села.

## Економіка
Мешканці острова переважно зайняті в сільському господарстві та сфері послуг. Займаються виловом риби: тунця, скумбрії, риби — меч і марліна, а також річкових раків. У місті є холодильник для зберігання, що дозволяє зберігати рибу свіжою для постачання за межі острова. В сільському господарстві має велике значення вирощування кокосової пальми для виготовлення копри. Каву вирощують для своїх власних потреб, люди також практикують полювання, вирощування свиней і диких кіз, збирають тропічні плоди та молюски. Виготовляють тканину — тапа.
За роки 1960—1970 роки зросло значення острова в туристичній сфері, пожвавилось корабельне сполучення між Фату-Хіва та островами Французької Полінезії.